# Маэстро (шахматы)
Маэстро (итал. maestro, дословно — «учитель, мастер») — неофициальное название шахматистов, игравших в силу шахматных мастеров и добившихся международного признания; применялось в России в конце XIX — начале XX века. Маэстро считались шахматисты, которым удавалось набрать в конгрессах Германского шахматного союза и в других крупных международных турнирах не менее трети возможного числа очков; отсюда название «майстердриттель» (нем. Meisterdrittel).
Среди русских шахматистов звания маэстро добились, например, таким путём А. Левин (13-й конгресс Германского шахматного союза, 1902), Е. Зноско-Боровский (15-й конгресс, 1906), Ф. Дуз-Хотимирский (международный турнир в Карлсбаде, 1907), Г. Левенфиш и А. Рабинович (международный турнир в Карлсбаде, 1911). Победа в побочных турнирах Германского шахматного союза также давала право на получение звания маэстро; из представителей России этого звания добились А. Рубинштейн и А. Нимцович.
Монополия Германского шахматного союза на присвоение звания маэстро осложняла его получение многим талантливыми шахматистами. В конце 1900-х годов Россия получила право на присвоение звания маэстро победителям Всероссийских турниров любителей. Впервые соревнование, где присваивалось звание маэстро, проводилось одновременно с Петербургским международным турниром памяти М. Чигорина (1909); титул маэстро завоевал А. Алехин. В последующие годы звание маэстро по результатам Всероссийских турниров любителей завоевали С. Левитский (Петербург, 1911), А. Эвенсон (Петербург, 1913/1914). О росте международного авторитета всероссийских турниров свидетельствовало участие в них шахматистов из разных стран, желавших завоевать звание маэстро; К. Громадка из Чехословакии удостоен этого звания за победу на турнире в Вильно (1912).
Если в конце XIX века Россия располагала лишь четырьмя маэстро (М. Чигорин, Э. Шифферс, С. Алапин, Ш. Винавер), то к началу Первой мировой войны их число возросло до 25 (включая Польшу и Прибалтику) — больше, чем в какой-либо другой стране. Кроме А. Алехина, О. Бернштейна, А. Рубинштейна, считавшихся гроссмейстерами, звание маэстро завоевали также: С. Алапин, Б. Блюменфельд, Е. Боголюбов, Ш. Винавер, Б. Грегори, Ф. Дуз-Хотимирский, Е. Зноско-Боровский, Г. Левенфиш, Левин, С. Левитский, М. Ловцкий, А. Нимцович, Д. Пшепюрка, А. Рабинович, И. Рабинович, Г. Ротлеви, Н. Руднев, Г. Сальве, A. Смородский, А. Флямберг, С. Фрейман, А. Эвенсон. В. Ненароков добился звания маэстро путём участия в матчах против С. Тартаковера (1905; +2 −2 =0), Ф. Дуз-Хотимирского (1907; +5 −3 =1) и А. Алехина (1908; +3 −0 =0).
В 1923 году Ненарокову было присвоено звание советского мастера по итогам 2-го чемпионата страны. В начале 1920-х годов звание маэстро сохранялось, но с созданием советской шахматной организации (1924) было заменено званием «мастер».